# Bembidion remotum
Bembidion remotum är en skalbaggsart som beskrevs av Thomas Casey. Bembidion remotum ingår i släktet Bembidion och familjen jordlöpare. Inga underarter finns listade i Catalogue of Life.